# Fűrészfalva
Fűrészfalva (románul Ferăstrău-Oituz) település Romániában az Ojtoz folyó völgyében, Gorzafalvától nyugatra, Bacău megyében, Moldvában). 
Jelenleg 1100 lakosának közel fele római katolikus vallású.

## Története
1771-ben említik először. 
Az első telepesek valószínűleg Gorzafalváról érkezhettek és erdőgazdálkodással, fafeldolgozással foglalkozhattak. A folyóvíz erejével meghajtott fűrészekről kapta a nevét.

## Látnivalók
Érdekessége, hogy Szent Teréznek szentelt katolikus templomának építését 34 moldvai parókia gyülekezete támogatta. Ennek emlékét őrzi a templomban a bejárattól bal oldalon elhelyezett emléktábla.